# Roškići
Roškići (en italien : Roschi) est une localité de Croatie située en Istrie, dans la municipalité de Kaštelir-Labinci, dans le comitat d'Istrie. En 2001, la localité comptait 53 habitants.

## Démographie
| 1948 | 1953 | 1961 | 1971 | 1981 | 1991 | 2001 |
| ---- | ---- | ---- | ---- | ---- | ---- | ---- |
| 64   | 51   | 56   | 48   | 49   | 47   | 53   |